# Terra di Marie Byrd

La Terra di Marie Byrd.

L'ammiraglio Richard Evelyn Byrd con sua moglie Marie, dalla quale prende il nome quest'area

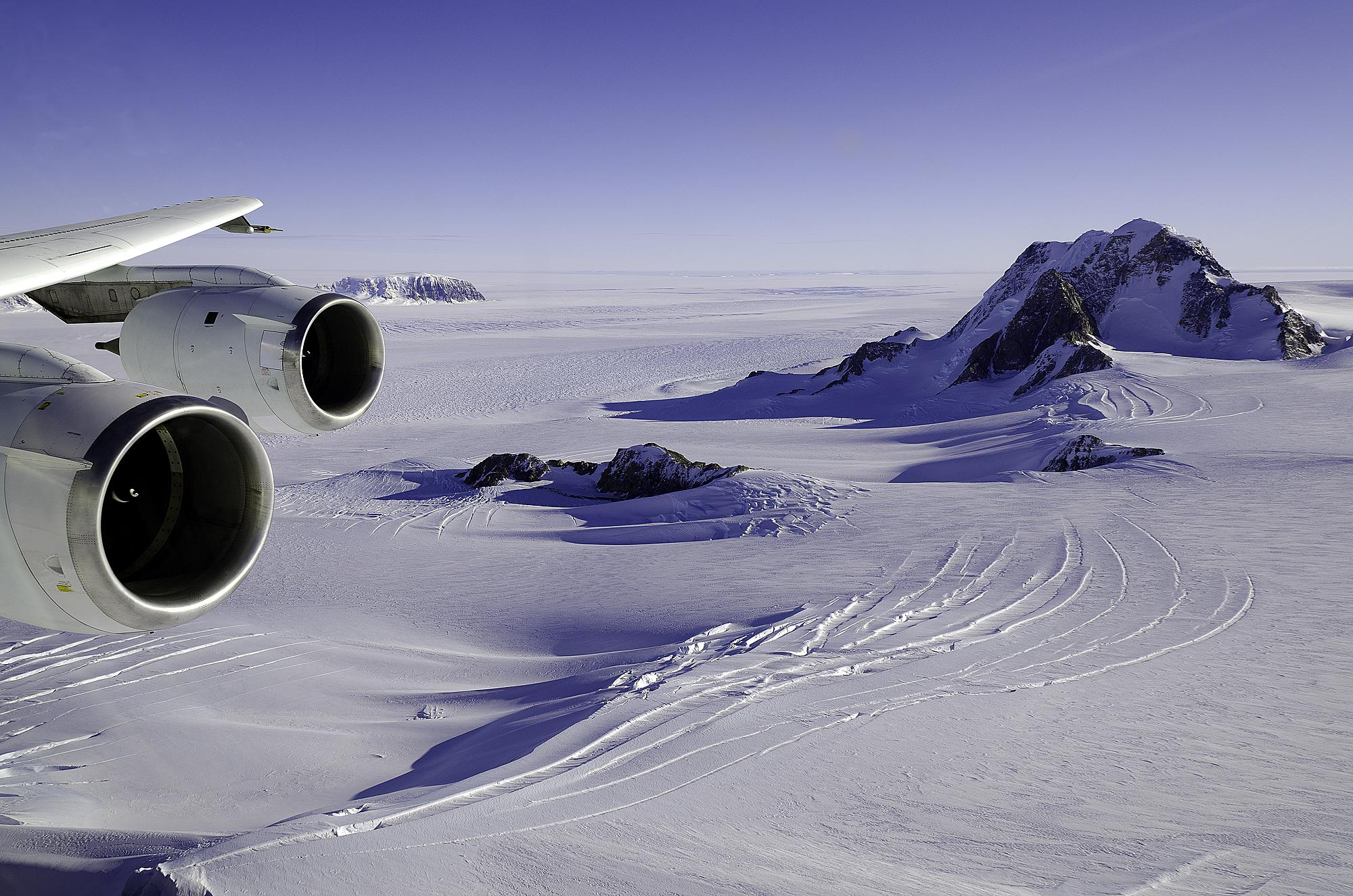
Ghiacciai e affioramenti rocciosi della Terra di Marie Byrd visti da aerei DC-8 della NASA il 17 ottobre 2011

La Terra di Marie Byrd è una delle regioni occidentali dell'Antartico, situata ad est della Barriera di Ross e del Mare di Ross, e a sud dell'oceano Pacifico, che si estende verso est a circa ad una linea tra la testa del Barriera di Ross e la Costa di Eights. Si estende tra i 158° ovest e 103° 24' ovest. Il nome venne assegnato dall'ammiraglio Richard Evelyn Byrd nel 1929 in onore della moglie alla parte nord-occidentale della regione.

## Panoramica
È una delle regioni non rivendicate della Terra, oltre al territorio africano di Bir Tawil e ai pocket sul confine tra la Croazia e la Serbia, e la più grande in assoluto, con una superficie di 1.610.000 km²; fino al 1961, anno di entrata in vigore del trattato antartico, la terra di Marie Byrd veniva tradizionalmente considerata un possedimento degli Stati Uniti in virtù della nazionalità dello scopritore. Negli atlanti e nelle carte politiche dell'Antartide precedenti il 1961 la terra di Marie Byrd, compresa fra il Territorio antartico britannico e la Terra di Ross, completava la divisione politica del Continente antartico, non lasciando quindi territori senza sovranità. Il trattato antartico ha comunque sospeso le rivendicazioni e gli stessi Stati Uniti di fatto non hanno mai rivendicato il territorio.
Viene suddivisa in cinque aree costiere così distinte, elencate da ovest a est:
| No. | Settore             | confine occidentale | confine orientale |
| --- | ------------------- | ------------------- | ----------------- |
| 1   | Costa di Saunders   | 158°00'W            | 146°31'W          |
| 2   | Costa di Ruppert    | 146°31'W            | 136°50'W          |
| 3   | Costa di Hobbs      | 136°50'W            | 127°35'W          |
| 4   | Costa di Bakutis    | 127°35'W            | 114°12'W          |
| 5   | Costa di Walgreen   | 114°12'W            | 103°24'W          |
|     | Terra di Marie Byrd | 158°00'W            | 103°24'W          |